# La llamada (película de 1965)
La llamada (título en inglés: The sweet sound of death) es una coproducción hispano-estadounidense de terror estrenada en 1965, coescrita y dirigida por Javier Setó y producida por Sidney W. Pink, uno de los "padres" del 3D. Fue el primer papel protagonista de Emilio Gutiérrez Caba.

## Sinopsis
Pablo y Dominique son dos jóvenes enamorados, estudiantes de medicina que juran en un cementerio que quien fallezca primero, regresará de la muerte para consolidar su amor eterno. Ella perece en un accidente aéreo al regresar a Francia para pasar las fiestas navideñas con su familia. Desesperado él la busca y es testimonio de hechos paranormales.

## Reparto
- Emilio Gutiérrez Caba como Pablo
- Dyanik Zurakowska como Dominique
- Carlos Lemos como Profesor Urrutia
- Paco Morán como Jacques Monceau
- Tota Alba como Sra. Monceau
- Sun De Sanders como Claudia Legrand
- Víctor Israel como Vigilante
- Daniel Blum
- George Alsin
- Ana Godoy
- Joseph Shelly
- Joe Gordon
- Angie Gordon